# 울면 바보야
울면 바보야는 1976년 공개된 대한민국의 영화이다.

## 배역
- 한유정
- 전영록
- 이낙훈
- 박동룡